# Tok'rové
Tok'rové je 11. a 12. epizoda 2. řady sci-fi seriálu Hvězdná brána.

## Děj

### Část 1.
Kapitán Samantha Carterová má vidění od Jolinar z Malkshuru, Tok'ry, se kterou byla dočasně spojena. Uvidí souřadnice planety, na kterou Tok'rové v jejím vidění prchají. Po probuzení, Carterová diskutuje s generálem Hammondem a SG-1, zda by měli jít na tuto planetu nebo ne. Rozhodnou se jít tam v naději, že vytvoření aliance s Tok'ry pomůže zničit Vládce soustavy. Těsně předtím než odejdou na misi telefonuje, Carterová svému otci Jacobu Carterovi, aby zjistila, jak se mu daří.
SG-1 přichází na pouštní planetu bez zjevných známek života. Jdou k duně, když jsou náhle přepadeni a obklíčeni několika lidmi s tyčovými zbraněmi. Carterová poznává jednoho z nich jako Martoufa a říká, že poznává Tok'ry.
Mezitím v SGC má generál Hammond telefonní hovor s Jacobem Carterem. Poté jde Hammond do nemocnice Cartera navštívit. Zdá se, že Carter nebude dlouho žít. Carter chce po Hammondovi, aby mu řekl pravdu o tom, co jeho dcera dělá. Hammond odmítá, protože je to přísně tajné.
SG-1 je pak přenesena do podzemí transportními kruhy. Ocitají se v chodbách, které vypadají stejně jako ve vizi Carterové. Jsou přivedeni před vůdkyni Tok'rů Garshaw z Belotu. Po cestě, vidí Selmak, umírající Tok'ru. Členové SG-1 jsou dotázáni, zda chtějí být novými hostiteli pro Selmak, ale všichni odmítají.
SG-1 vysvětlují, že chtějí spojenectví s Tok'ry a také způsob, jakým našli základnu Tok'rů a co se stalo s Jolinar. Poté jsou požádáni, aby počkali, až se sejde Nejvyšší Rada Tok'rů k projednání jejich návrhu. Během čekání jde Carterová na procházku s Martoufem a doufá, že tak lépe porozumí myšlenkám, které jí zanechala Jolinar. Carterová začíná chápat Jolinar mnohem lépe, když se objeví Dr. Daniel Jackson a informuje jí, že Rada je připravena. V nově vybudované komoře se SG-1 setkává s Radou a začne vyjednávat o spojenectví. Konkrétně o tom, jak by Tau'ri mohli být užiteční pro Tok'ry a zda by mohli být důvěryhodní. Jsou přerušeni příchodem SG-3, kteří mají rozkazy přivést Carterovou zpět. Nicméně, předtím, než mohou odejít, přijme Rada rozhodnutí: Tau'ri jim nejsou k ničemu, a navíc jsou pro Tok'ry bezpečnostní riziko, protože mají znalosti o jejich poloze. Nemohou tedy odejít, dokud nebude vybudována nová základna.

### Část 2.
SG-1 a SG-3, kteří byli posláni pro kapitána Samanthu Carterovou, protože její otec umírá v nemocnici na rakovinu, jsou drženi na planetě, dokud se Tok'rové nepřesunou na jinou základnu. Carterová žádá o schůzku Garshaw z Belotu, aby jí nabídla hostitele, kterého potřebuje pro záchranu Tok'ry Selmak. O'Neillovi a Carterové je umožněno opustit planetu, aby navrhli Jacobvi Carterovi spojení se Selmak.
Carterová mluví s otcem, řekne mu pravdu o své práci a vysvětluje situaci. Jacob Carter souhlasí s tím, aby jim pomohl získat důvěru Tok'rů. Po návratu na základnu Tok'rů, zjistí, že jsou všichni evakuováni. Dr. Daniel Jackson, Teal'c a SG-3 pomáhají s evakuací. Daniel říká O'Neillovi a Carterové, že Goa'uldi jsou připraveni k útoku na planetu. O'Neill odchází pomáhat s evakuací a Carterová a Jacob jdou k Selmak.
Zatímco Selmak a Jacob se navzájem poznávají, O'Neill zjišťuje, jak se Goa'uldi dozvěděli o umístění základny Tok'rů. Zjistí, že Cordesh používá dálkové komunikační zařízení, které Tok'rové nepoužívají, protože síť není bezpečná. Poté to řekne Garshaw, a ta a několik dalších Tok'rů jdou zatknout Cordeshe. Najdou jej v jednom z mizejících tunelů. Cordesh prohlašuje, že už není, tím kým býval a spáchá sebevraždu.
Jacob, po rozhovoru s Saroosh, hostitelkou Selmak, souhlasí se spojením. Poté symbiont přejde do Jacoba a Saroosh umírá. Selmak začne léčit Jacobovu rakovinu. Jack zjistí, že jedna z Tok'rů Liandra má v krabici dálkové komunikační zařízení a zastaví ji. Je odhalena jako Cordesh, který nezemřel v mizejícím tunelu, jen změnil hostitele. Garshaw nařizuje vyjmutí Goa'ulda a doufá, že zachrání hostitele.
SG-1, SG-3 a Garshaw jdou ke Carterové, Martoufovi a Jacobovi, který je stále v bezvědomí. Carterová a Martouf souhlasí, že budou čekat až se Jacob probudí, zbytek odchází k bráně. Jakmile projdou bránou, objeví se smrtící kluzáky. Po nějaké chvíli se Jacob probudí plně uzdraven a všichni se snaží uniknout. U brány vidí, že Goa'uldi se pokouší z venku vytáčet bránu na planetu. Carterová se pokusí vytáčet rychleji než oni. Vytvoří se červí díra a všichni projdou bránou na Zemi. Tau'ri a Tok'rové vytvářejí alianci s pomocí Jacoba, který souhlasí, že bude sloužit jako prostředník mezi Zemí a Tok'ry. Jeho poslední slova, než odejde bránou s Garshaw a Martoufem, jsou "Nevolejte nás, ozveme se."